# Стаховский, Сергей Эдуардович
Серге́й Эдуа́рдович Стахо́вский (укр. Сергій Едуардович Стаховський; род. 6 января 1986 года в Киеве, Украинская ССР, СССР) — украинский профессиональный теннисист; победитель восьми турниров ATP (четыре — в одиночном разряде); финалист одного юниорского турнира Большого шлема в одиночном разряде (Открытый чемпионат США-2004). Мастер-сержант спецподразделения СБУ «Альфа». 

## Биография
Отец — уролог — доктор медицинских наук, профессор Эдуард Александрович Стаховский, заместитель директора по научной работе и заведующий отделением онкоурологии национального института рака Украины. Мать Ольга Леонардовна — некогда преподавала экономику в университете; у Сергея два брата — Александр (старший) — врач-уролог, Леонард (младший), также пробует себя в теннисе.
Стаховский стал заниматься теннисом в шесть лет, когда дедушка по материнской линии привёл его на корты Республиканского стадиона в Киеве. Некоторое время тренировался на родине, а затем, в юниорские годы, переехал за границу, где работал в академиях многих специалистов, но в итоге остановил свой выбор на Словакии, где стал жить и тренироваться.
Некоторое время встречался с известной словацкой теннисисткой Доминикой Цибулковой, а 24 сентября 2011 года женился на гражданке России по имени Анфиса. 30 марта 2014 года у них родилась дочь Таисия, а 16 октября 2015 года — сын Никифор.
В 2018 году большой общественный резонанс вызвали слова теннисиста о том, что он хотел бы задушить каждого русскоговорящего человека: «У меня еще сразу есть предубеждение к русскоязычным — это так. Без разницы, с каким акцентом говорит человек. Просто так бы сразу задушил. Шутка». Позже Стаховский принёс извинения за свои слова, отметив, что «они были за гранью дозволенного». 
В феврале 2022 года после вторжения России на Украину вернулся в Киев и вступил в батальон территориальной обороны. Вскоре перешел на службу в группу минометной поддержки 4-й бригады оперативного назначения Национальной гвардии Украины.
С 2023 года — мастер-сержант ЦСО «А» СБУ.

## Спортивная карьера
Стаховский с юниорских лет считался надеждой национальной федерации. Результативно играл в туре старших юниоров, регулярно доходя до решающих стадий сравнительно крупных соревнований, а завершил свою карьеру на этом уровне в 2004 году, дойдя до финала одиночного турнира US Open, где уступил британцу Энди Маррею. Достиг 28 строчки в местной одиночной классификации.

#### 2001—2004
Карьера во взрослом туре началась в 2001 году: Стаховский сыграл соревнование серии ITF Futures в Чехии. Следующие несколько лет он в основном играл соревнования этой серии. В марте 2003 года впервые вошёл в первую 1000 в парном разряде, а два месяца спустя — и в одиночном разряде, став всё чаще появляться и в сетках турниров более престижных серий. Стал более стабильно играть турниры, улучшая свои рейтинговые позиции. К концу сезона сыграл в финалах нескольких «фьючерсов», а также выиграл свой первый «челленджер» в парном разряде. К концу сезона вошёл в топ-300 парного рейтинга. В 2004 году всё результативнее выступал на небольших турнирах, а осенью впервые смог пробиться в основу соревнования основного тура, пройдя квалификацию на Кубке Кремля. На следующий год Стаховский стал чаще играть отборочные турниры подобных соревнований: в феврале пробился в четвертьфинал Milan Indoor, переиграв 29 ракетку мира Марио Анчича. В мае впервые сыграл в квалификации турнира Большого шлема, а в августе впервые оказался в топ-200 классификации. До конца сезона закрепился на этих позициях, параллельно подтягивая заброшенные годом ранее выступления в паре.

#### 2006—2008

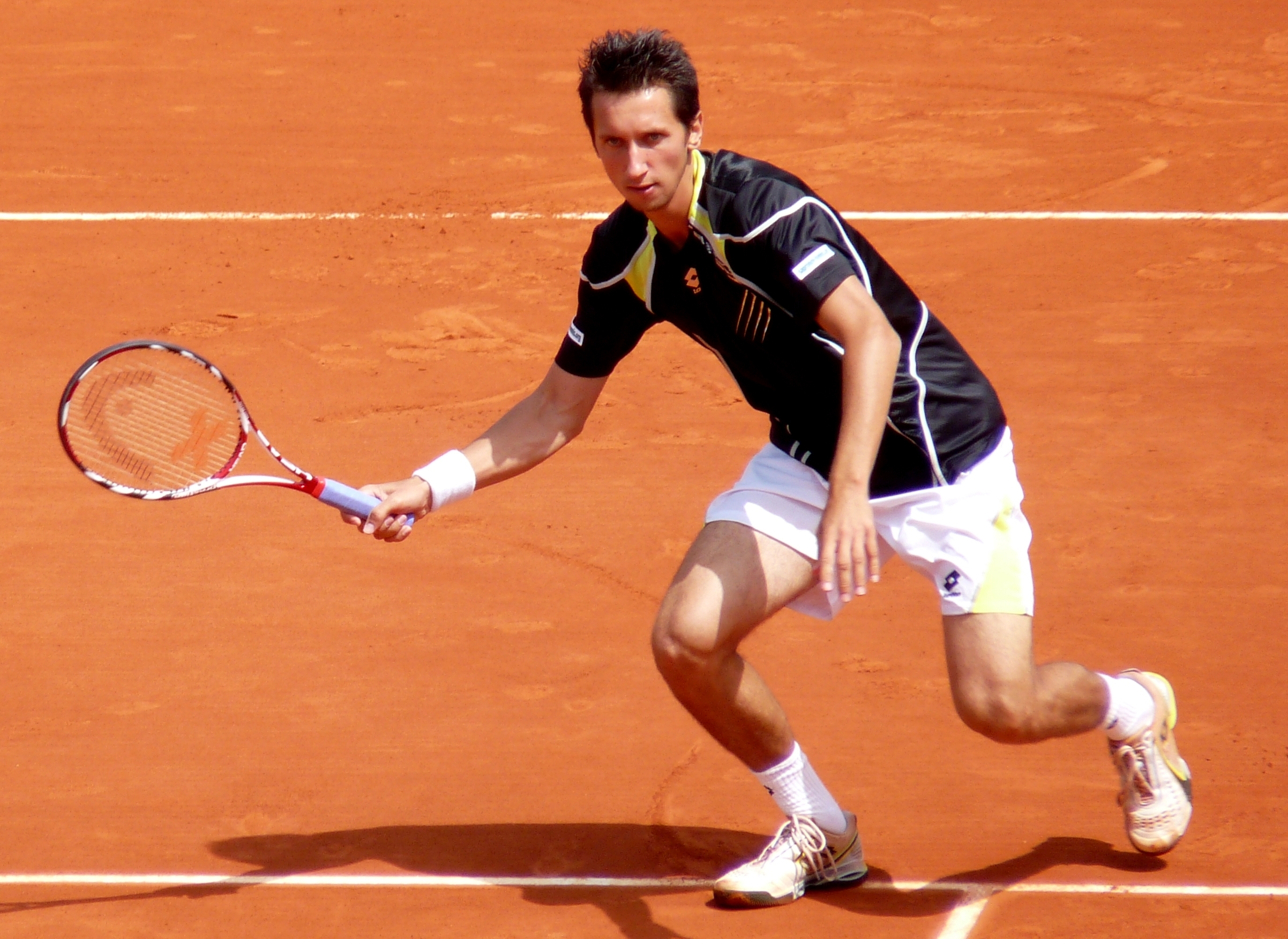
Стаховский на Ролан Гаррос 2009

С 2006 года Стаховский регулярно привлекается в национальную команду в Кубке Дэвиса, за следующие восемь лет став рекордсменом по числу сыгранных матчевых встреч и побед в парных играх. Украинцы в этот период регулярно играли в высшей региональной зоне турнира, дважды выходя в плей-офф мировой группы: сначала уступив бельгийцам, а затем — испанцам. Прогресс в личных турнирах замедлился — в течение следующих двух лет Стаховский закрепился во второй сотне обеих классификаций, результативно играл на «челленджерах», но успехи на соревнованиях основного тура были редки. В феврале 2008 года на турнире в Загребе, проиграв в финале отбора Блажу Кавчичу, в качестве лаки-лузера обыграл Иво Карловича, Виктора Троицки и Янко Типсаревича, в финале переиграл Ивана Любичича, занимавшего перед стартом турнира 25 строчку в рейтинге. В июне Стаховский впервые сыграл в основе турнира Большого шлема, пройдя отбор на Уимблдоне; к концу лета, после трёх подряд полуфиналов на «челленджерах» вошёл в топ-100. Осенью в парном разряде многочисленные финалы на небольших турнирах позволили в турнире основного тура вместе с итальянцем Потито Стараче выиграть Кубок Кремля, победив во всех трёх матчах на решающих тай-брейках. Серия успехов сезона-2008 позволила Стаховскому на Australian Open-2009 впервые сыграть в основной сетке турниров Большого шлема как в одиночном, так и в парном разряде. По ходу сезона продолжил улучшать качество результатов, играя всё больше соревнований основного тура. В феврале ненадолго выпал из первой сотни, но вскоре туда вернулся; на Roland Garros впервые выиграл матч в основных сетках турниров Большого шлема, осенью преуспел на серии крупных европейских «челленджеров», а затем неплохо провёл связку российских призов основного тура: дойдя сначала до четвертьфинала в Москве, а затем выиграв турнир St. Petersburg Open, переиграв в полуфинале Марата Сафина.

#### 2010—2013

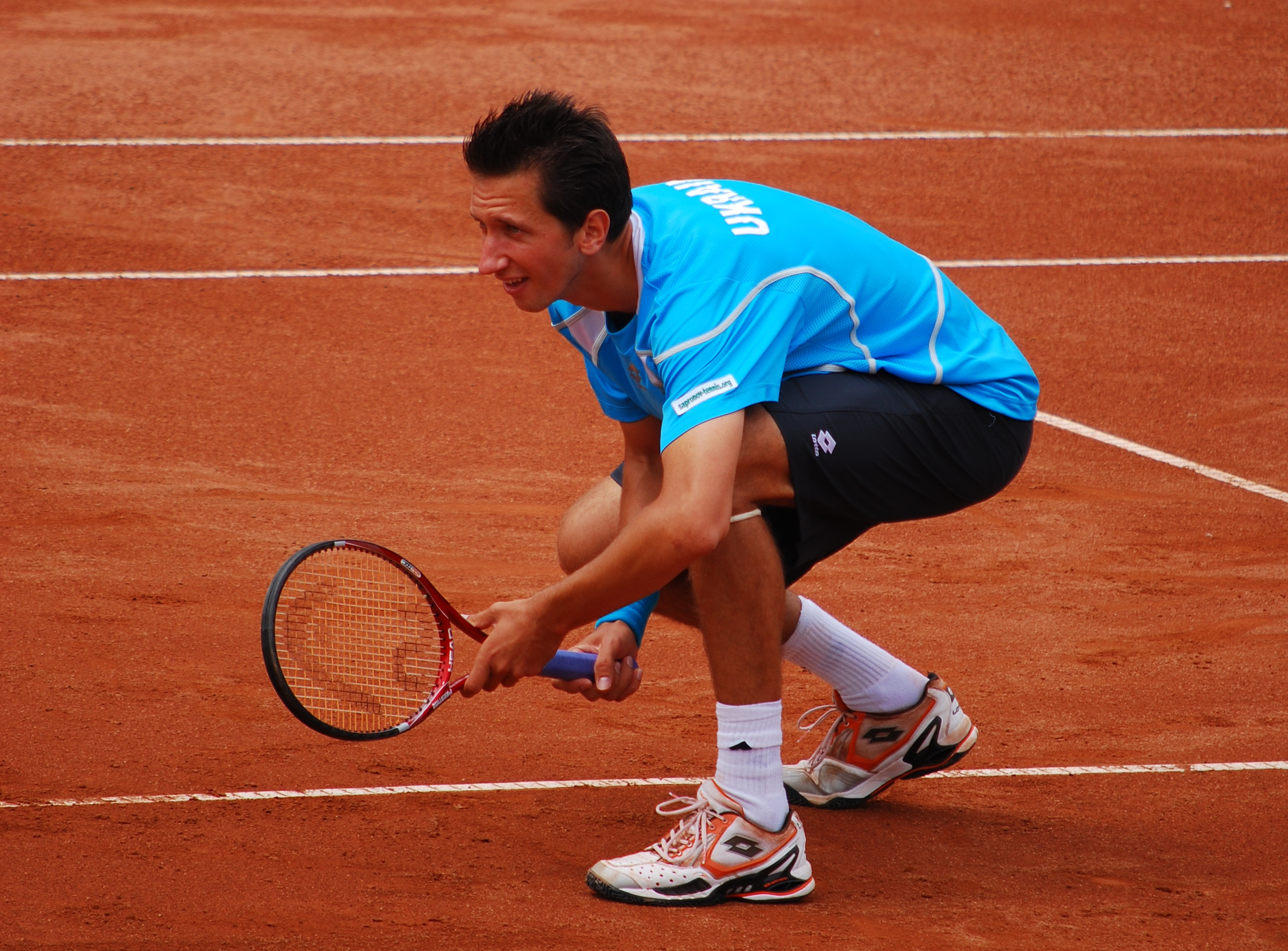
Стаховский на Кубке Дэвиса 2010

В 2010 году Стаховский регулярно выигрывал матчи не только на турнирах ATP 250, но и на соревнованиях серии Masters. В июне получил свой третий титул на этом уровне, переиграв в финале травяного приза в Хертогенбосе Янко Типсаревича, а в конце августа — четвёртый, обыграв в финале соревнования в Нью-Хэйвене Дениса Истомина. Последующая удачная жеребьёвка на US Open, где Стаховский впервые в своей карьере смог выйти в третий круг турнира Большого шлема, позволила ему в конце сентября подняться на высшую в своей карьере 31 строчку рейтинга. В паре, сотрудничая сначала с Евгением Королёвым, а затем с Михаилом Южным и Лукашем Лацко, Стаховский к концу зимы 2011 года поднялся на 31 строчку парного рейтинга, выиграв два титула: на траве в Халле и на харде в Дубае; и даже сумев побывать в посеве на турнирах Большого шлема. Стаховский всё ниже падал в рейтинге. Результаты в паре также стали постепенно падать. В итоге осенью 2011 года Стаховский вновь стал играть «челленджеры», а к концу сезона и квалификации соревнований основного тура. В августе следующего года вскоре после Олимпийского турнира Стаховский выпал из первой сотни рейтинга, сократил число участий в соревнованиях основного тура и на время смог закрепиться на границе первой и второй сотен. В этот период времени он на равных играл со многими лидерами рейтинга, например, на Уимблдоне в июне 2013 года переиграл Роджера Федерера во втором круге турнира в четырёх сетах. В парном разряде на US Open того же года он и Михаил Южный смогли переиграть дуэт Мариуш Фирстенберг / Марцин Матковский, а несколько недель спустя Стаховский помог соотечественнику Илье Марченко выиграть первый в его карьере «челленджер» в парном разряде.

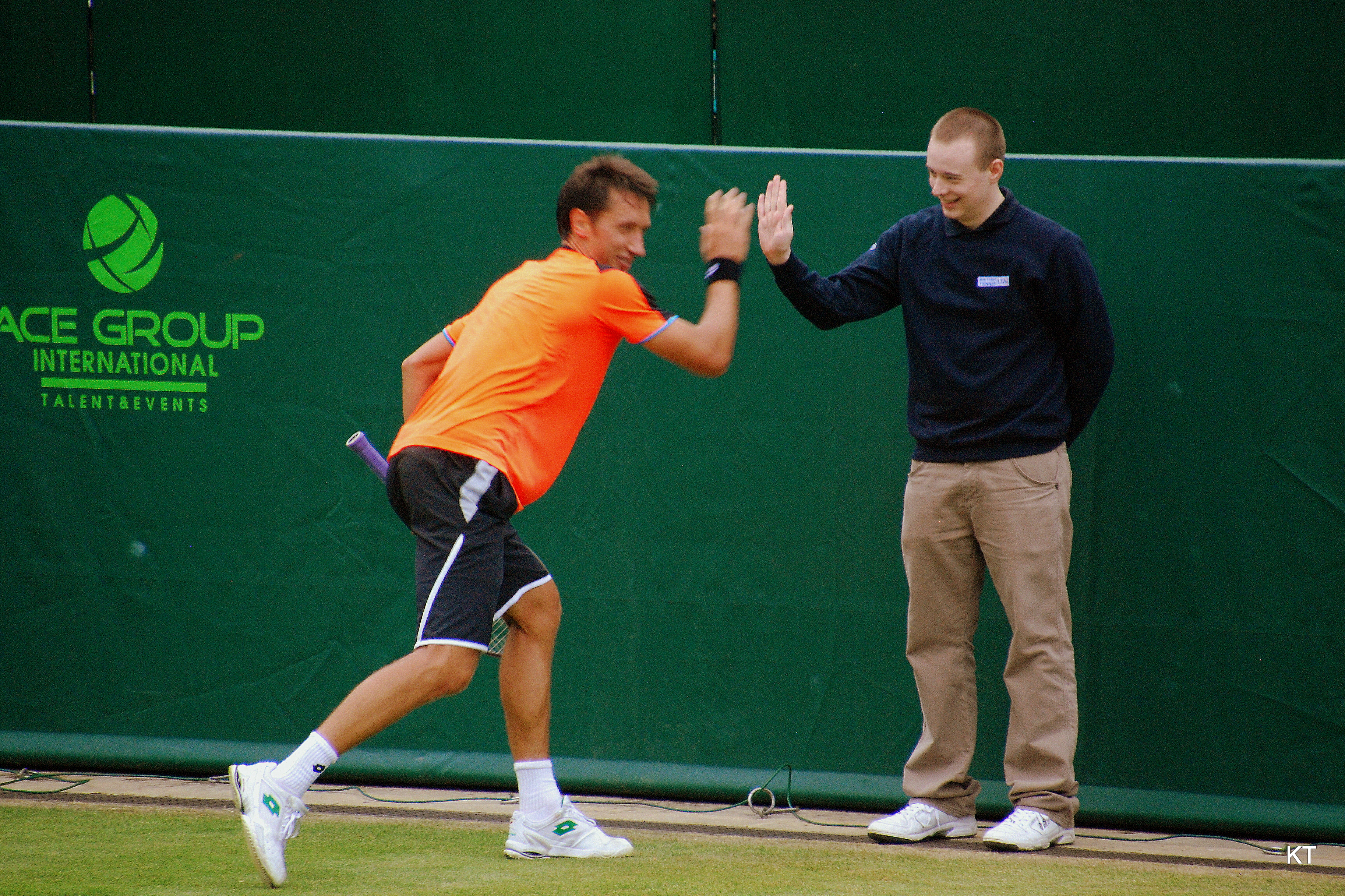
Стаховский в 2013 году

#### 2017
В августе 2017 года Сергей смог выиграть свой единственный титул в одиночном разряде в том календарном году. На словенском челленджере в Протороже Стаховский обыграл в полуфинале молодое дарование из Греции Стефаноса Циципаса в трех сетах со счетом 2-1 (4-6 6-4 7-5), а финале, снова в поединке из трех сетов сумел одолеть итальянского теннисиста Маттео Берреттини со счетом 2-1 (6-7 7-6 6-3). После этого пытался попасть на Открытый чемпионат США через квалификацию, но уступил в последнем круге чешскому теннисисту Вацлаву Шафранеку в трех сетах со счетом 1-2 (6-3 5-7 1-6).
Лаки лузером зашёл на турнир в Марселе (Франция) в феврале 2019 года, в основной сетке смог пробиться в четвертьфинал, но проиграл греку Стефаносу Циципасу в двух сетах.

## Рейтинг на конец года
| Год  | Одиночный рейтинг | Парный рейтинг |
| 2018 | 134               | 205            |
| 2017 | 122               | 168            |
| 2016 | 109               | 272            |
| 2015 | 62                | 137            |
| 2014 | 58                | 243            |
| 2013 | 98                | 136            |
| 2012 | 103               | 232            |
| 2011 | 62                | 47             |
| 2010 | 46                | 54             |
| 2009 | 60                | 173            |
| 2008 | 92                | 97             |
| 2007 | 199               | 165            |
| 2006 | 195               | 308            |
| 2005 | 184               | 179            |
| 2004 | 335               | 612            |
| 2003 | 533               | 288            |

По данным официального сайта ATP на последнюю неделю года.

## Выступления на турнирах

### Финалы турнировATPв одиночном разряде (4)

#### Победы (4)
| Титулы (до/после 2009)                 |
| -------------------------------------- |
| Турниры Большого Шлема (0)             |
| Олимпиада (0)                          |
| Кубок Мастерс / финал АТР-тура (0)     |
| ATP Мастерс / ATP Мастерс 1000 (0)     |
| АТР International Gold / АТР 500 (0+1) |
| АТР International / АТР 250 (4+3)      |

| Титулы по покрытиям | Титулы по месту проведения матчей турнира |
| ------------------- | ----------------------------------------- |
| Хард (3+2)          | Зал (2+1)                                 |
| Грунт (0)           | Зал (2+1)                                 |
| Трава (1+2)         | Открытый воздух (2+3)                     |
| Ковёр (0)           | Открытый воздух (2+3)                     |

| №  | Дата            | Турнир                  | Покрытие | Соперник в финале | Счёт                |
| 1. | 1 марта 2008    | Загреб, Хорватия        | Хард(i)  | Иван Любичич      | 7:5, 6:4            |
| 2. | 1 ноября 2009   | Санкт-Петербург, Россия | Хард(i)  | Орасио Себальос   | 2:6, 7:6(8), 7:6(7) |
| 3. | 19 июня 2010    | Хертогенбос, Нидерланды | Трава    | Янко Типсаревич   | 6:3, 6:0            |
| 4. | 28 августа 2010 | Нью-Хейвен, США         | Хард     | Денис Истомин     | 3:6, 6:3, 6:4       |

### Финалычелленджерови фьючерсов в одиночном разряде (17)

#### Победы (7)
| Титулы             |
| Челленджеры (7+15) |
| Фьючерсы (0+1)     |

| Титулы по покрытиям | Титулы по месту проведения матчей турнира |
| ------------------- | ----------------------------------------- |
| Хард (6+10)         | Зал (1+5)                                 |
| Грунт (0+3)         | Зал (1+5)                                 |
| Трава (1)           | Открытый воздух (6+11)                    |
| Ковёр (0+2)         | Открытый воздух (6+11)                    |

| №  | Дата             | Турнир                | Покрытие | Соперник в финале | Счёт                |
| 1. | 10 августа 2008  | Сеговия, Испания      | Хард     | Тьяго Алвес       | 7:5, 7:6(4)         |
| 2. | 18 августа 2013  | Казань, Россия        | Хард     | Валерий Руднев    | 6:2, 6:3            |
| 3. | 20 июля 2014     | Бингемтон, США        | Хард     | Уэйн Одесник      | 6:4, 7:6(9)         |
| 4. | 28 сентября 2014 | Орлеан, Франция       | Хард (з) | Томас Беллуччи    | 6:2, 7:5            |
| 5. | 15 мая 2016      | Сеул, Южная Корея     | Хард     | Лу Яньсюнь        | 4:6, 6:3, 7:6(7)    |
| 6. | 12 августа 2017  | Порторож, Словения    | Хард     | Маттео Берреттини | 6:7(4), 7:6(6), 6:3 |
| 7. | 24 июня 2018     | Илкли, Великобритания | Трава    | Оскар Отте        | 6-4 6-4             |

#### Поражение (10)
| №   | Дата             | Турнир                    | Покрытие  | Соперник в финале | Счёт             |
| 1.  | 23 февраля 2003  | Оберентфельден, Швейцария | Ковёр (з) | Жан-Клод Шеррер   | 4:6, 5:7         |
| 2   | 27 июня 2004     | Днепропетровск, Украина   | Грунт     | Виктор Брутганс   | 4:6, 1:6         |
| 3.  | 25 ноября 2007   | Куала-Лумпур, Малайзия    | Хард      | Райнер Шуттлер    | 6:7(2), 2:6      |
| 4.  | 26 июля 2008     | Пенза, Россия             | Хард      | Бенедикт Дорш     | 6:1, 4:6, 6:7(6) |
| 5.  | 11 октября 2009  | Монс, Бельгия             | Хард (з)  | Янко Типсаревич   | 6:7(4), 3:6      |
| 6.  | 10 июня 2012     | Фюрт, Германия            | Грунт     | Блаж Кавчич       | 3:6, 6:2, 2:6    |
| 7.  | 31 марта 2013    | Ле-Госье, Франция         | Хард      | Бенуа Пер         | 4:6, 7:5, 4:6    |
| 8.  | 12 октября 2014  | Ташкент, Узбекистан       | Хард      | Лукаш Лацко       | 2:6, 3:6         |
| 9.  | 20 сентября 2015 | Стамбул, Турция           | Хард      | Карен Хачанов     | 6:4, 4:6, 3:6    |
| 10. | 14 апреля 2019   | Тайбэй, Тайвань           | Ковёр(з)  | Деннис Новак      | 2-6 4-6          |

### Финалы турнировATPв парном разряде (4)

#### Победы (4)
| №  | Дата            | Турнир          | Покрытие | Партнёр            | Соперники в финале                         | Счёт                |
| 1. | 12 октября 2008 | Москва, Россия  | Хард (з) | Потито Стараче     | Стивен Хасс Росс Хатчинс                   | 7-6(4), 2-6, [10-6] |
| 2. | 13 июня 2010    | Халле, Германия | Трава    | Михаил Южный       | Мартин Дамм Филип Полашек                  | 4:6, 7:5, [10:7]    |
| 3. | 26 февраля 2011 | Дубай, ОАЭ      | Хард     | Михаил Южный       | Жереми Шарди Фелисиано Лопес               | 4:6, 6:3, [10:3]    |
| 4. | 21 июля 2019    | Ньюпорт, США    | Трава    | Марсель Гранольерс | Марсело Аревало Мигель Анхель Рейес-Варела | 6-7(10) 6-4 [13-11] |

### Финалычелленджерови фьючерсов в парном разряде (29)

#### Победы (16)
| №   | Дата             | Турнир                        | Покрытие  | Партнёр                   | Соперники в финале                        | Счёт                 |
| 1.  | 23 февраля 2003  | Оберентфельден, Швейцария     | Ковёр (з) | Иржи Венцль               | Фабио Коланжело Алессандро да Кол         | 6:2, 6:1             |
| 2.  | 9 августа 2003   | Самарканд, Узбекистан         | Грунт     | Виктор Брутганс           | Павел Иванов Дарко Мадьяровски            | 6:2, 6:4             |
| 3.  | 20 марта 2005    | Сараево, Босния и Герцеговина | Хард (з)  | Михал Мертиняк            | Лукаш Длоуги Ян Вацек                     | 6:7(8), 6:2, 6:2     |
| 4.  | 3 июля 2005      | Пособланко, Испания           | Хард      | Владимир Волчков          | Николя Маю Жиль Мюллер                    | 7:5, 5:7, 6:1        |
| 5.  | 27 ноября 2005   | Прага, Чехия                  | Ковёр (з) | Филип Полашек             | Джеймс Окленд Яспер Смит                  | 6:3, 3:6, 7:6(5)     |
| 6.  | 19 ноября 2006   | Днепропетровск, Украина       | Хард (з)  | Орест Терещук             | Марко Кьюдинелли Ловро Зовко              | 6:4, 6:0             |
| 7.  | 31 марта 2007    | Фес, Марокко                  | Грунт     | Орест Терещук             | Раби Чаки Мунир Эль Аарей                 | 6:3, 6:3             |
| 8.  | 29 июля 2007     | Реканати, Италия              | Хард      | Фабио Коланжело           | Юй Синьюань Чзэн Шаосюань                 | 1:6, 7:6(3), [10:7]  |
| 9.  | 11 мая 2008      | Острава, Чехия                | Грунт     | Томаш Зиб                 | Ян Герных Игорь Зеленай                   | 7:6(6), 3:6, [14:12] |
| 10. | 14 сентября 2008 | Орлеан, Франция               | Хард (з)  | Ловро Зовко               | Жан-Клод Шеррер Игорь Зеленай             | 7:6(7), 6:4          |
| 11. | 29 сентября 2013 | Орлеан, Франция               | Хард (з)  | Илья Марченко             | Ричардас Беранкис Франко Шкугор           | 7:5, 6:3             |
| 12. | 18 мая 2014      | Бордо, Франция                | Грунт     | Марк Жикель               | Райан Харрисон Алекс Кузнецов             | Без игры             |
| 13. | 22 марта 2015    | Ирвинг, США                   | Хард      | Роберт Линдстедт          | Беньямин Беккер Филипп Пецшнер            | 6:4, 6:4             |
| 14. | 23 октября 2016  | Нинбо, Китай                  | Хард      | Жонатан Эйссерик          | Стефан Козлов Акира Сантиллан             | 6:4, 7:6(4)          |
| 15. | 5 августа 2017   | Сеговия, Испания              | Хард      | Андриан Менендес-Макейрас | Роберто Ортега Олмедо Давид Вега Эрнандес | 4:6, 6:3, 10:7       |
| 16. | 9 сентября 2018  | Кассис, Франция               | Хард      | Мэтт Рид                  | Гонсалу Оливейра Марк-Андреа Хюслер       | 6-2 6-3              |

#### Поражения (13)
| №   | Дата             | Турнир                        | Покрытие  | Партнёр          | Соперники в финале                  | Счёт                |
| 1.  | 8 марта 2003     | Оберентфельден, Швейцария     | Ковёр (з) | Иржи Венцль      | Фабио Коланжело Алессандро да Кол   | 4:6, 6:7(6)         |
| 2.  | 13 апреля 2003   | Гулистан, Узбекистан          | Хард      | Иржи Венцль      | Петр Дезорт Ярослав Левински        | 2:6, 2:6            |
| 3.  | 14 сентября 2003 | Донецк, Украина               | Хард      | Андрей Столяров  | Харш Манкад Джейсон Маршалл         | 2:6, 4:6            |
| 4.  | 22 апреля 2007   | Бермудские острова            | Грунт     | Бенедикт Дорш    | Марсело Мело Андре Са               | 2:6, 4:6            |
| 5.  | 18 мая 2008      | Загреб, Хорватия              | Грунт     | Томаш Зиб        | Иван Додиг Жулио Силва              | 4:6, 6:7(1)         |
| 6.  | 7 сентября 2008  | Черкассы, Украина             | Грунт     | Сергей Бубка     | Михаил Елгин Александр Красноруцкий | 4:6, 5:7            |
| 7.  | 9 августа 2009   | Сеговия, Испания              | Хард      | Ловро Зовко      | Николя Маю Эдуар Роже-Васслен       | 7:6(4), 3:6, [8:10] |
| 8.  | 13 сентября 2009 | Алфен-ан-ден-Рейн, Нидерланды | Грунт     | Сергей Бубка     | Джонатан Маррей Джейми Маррей       | 1:6, 4:6            |
| 9.  | 20 июля 2014     | Бингемтон, США                | Хард      | Мариус Копил     | Даниэль Кокс Даниэль Сметхёрст      | 7:6(3), 2:6, [6:10] |
| 10. | 17 мая 2015      | Бордо, Франция                | Грунт     | Люка Пуй         | Тимо де Баккер Робин Хасе           | 3:6, 5;7            |
| 11. | 23 сентября 2017 | Измир, Турция                 | Хард      | Денис Молчанов   | Скотт Клейтон Джонни О'Мара         | Без игры            |
| 12. | 6 мая 2018       | Острава, Чехия                | Грунт     | Лукаш Росол      | Аттила Балаж Гонсалу Оливейра       | 0-6 5-7             |
| 13. | 5 мая 2019       | Сеул, Южная Корея             | Хард      | Рубен Бемельманс | Макс Парселл Люк Сэвилл             | 4-6 6-7(7)          |